# لندن إفيننغ بوست

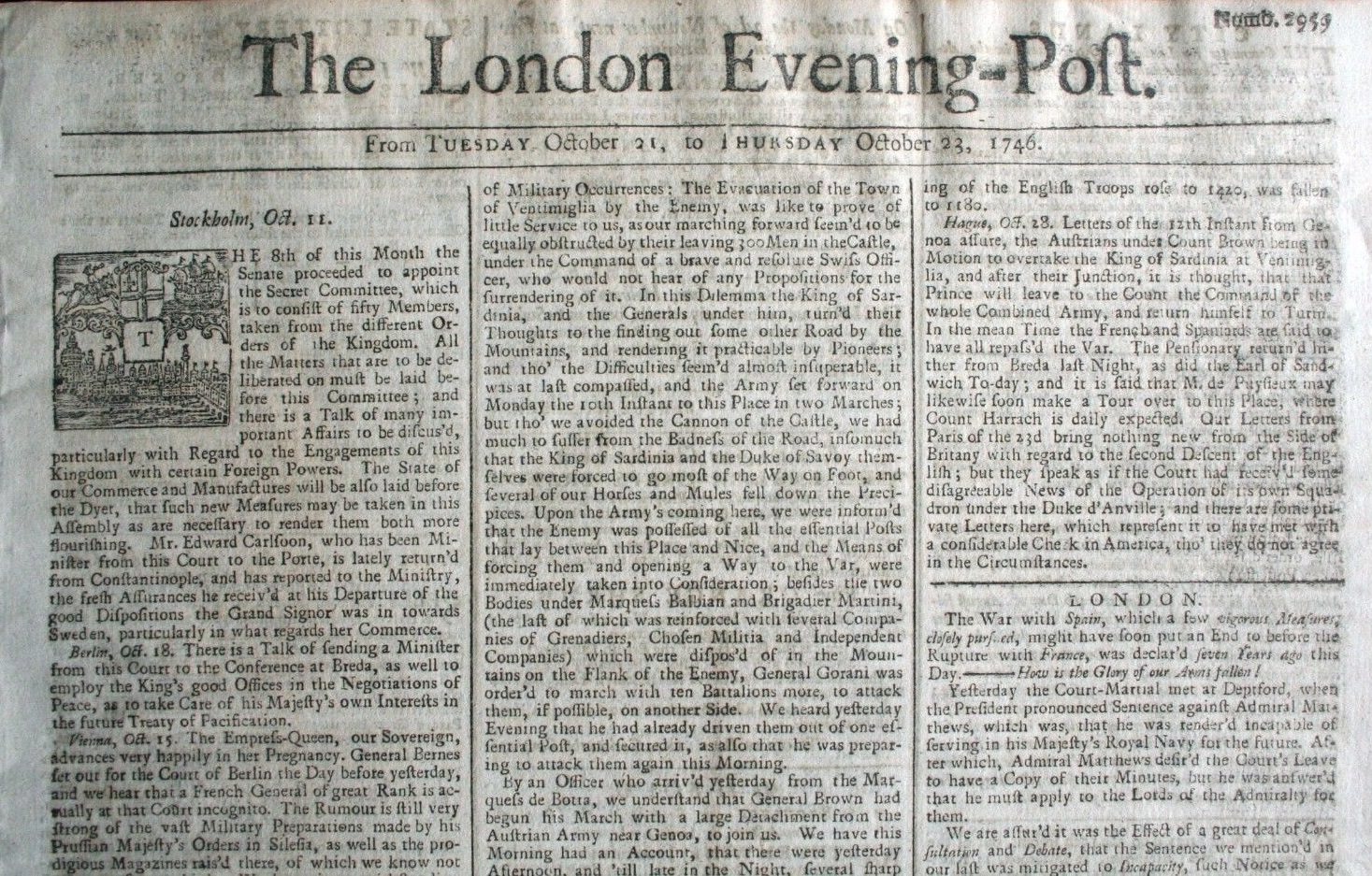

اللندن إفيننغ بوست هي جريدة يومية تَصدُر باللغة الإنجليزية، وهي موالية للحركة اليعاقبة في حزب المُحافظين. صدرت في لندن، ثم في عاصمة مملكة بريطانيا العظمى، من عام 1727م حتى عام 1797م.